# Moulin de Gajac
Le moulin de Gajac se situe sur la Jalle de Blanquefort dans le quartier de Gajac de la commune de Saint-Médard-en-Jalles, dans le département français de la Gironde.

## Présentation
Sans activité de mouture de nos jours, ce moulin à grain est mentionné dans un acte datant de 1289 et figure sur la carte de Belleyme.
Il dispose de trois paires de meules, déjà mentionnées dans des actes de 1776.
Ses vannes sont toujours manœuvrées pour maintenir le niveau de la Jalle, à ce titre il est toujours considéré pleinement fonctionnel et en activité
L'édifice actuel est modifié au XVIIIe siècle ; le logis a été agrandi d'un étage au XIXe siècle.

## Histoire
Le 30 juillet 1289, Édouard Ier confirmait à « son cher Clerc Maître Arnaud de Lacaze », chanoine de Saint-Seurin de Bordeaux, la propriété du moulin de Gajac, après lui avoir attribué la châtellerie de Blanquefort.
Le 12 octobre 1580, quand Geoffroy Eyquem de Montaigne, seigneur de Bussaguet, achète la maison noble de Gajac, le moulin en fait partie (alors qu'il n'en faisait pas partie en 1573 au décès de Pierre Eyquem de Montaigne, seigneur de Gajac).
En 1606, le meunier de Gajac s'appelle Pey Gaussem.
Au décès du seigneur de Gajac Bernard de la Salle le 4 juin 1764, les de Montaigne passent un bail à ferme à un commerçant bordelais dénommé Tanays.
En 1850, le moulin est racheté par la famille Castaing travaillant pour le meunier. En effet, Pierre Castaing est qualifié de « valet de meunier » en 1751, puis de meunier (probablement sous-fermier de Tanays) à son décès en 1772. Sa veuve Madeleine Delhomme continuera l'exploitation du moulin. Pendant ce temps, le 22 décembre 1786, Mme de Basterot, seigneure de Belfort rachète les seigneuries de Gajac, Corbiac et Saint-Médard, mais la révolution française mettra vite un terme à ces possessions. Le 4 messidor IV, c'est le citoyen Pierre d'Hiribarren qui rachète le moulin. À cette époque de forte inflation, les biens changent de mains rapidement. Pierre Castaing junior fera l'acquisition d'une partie du moulin puis son fils Guillaume parachèvera le rachat.